# PnB Rock
Rakim Hasheem Allen (Philadelphia, Pensilvania; 9 de diciembre de 1991-Los Ángeles, California; 12 de septiembre de 2022), conocido por su nombre artístico PNB Rock, fue un rapero estadounidense.

## Primeros años
Rakim Hasheem Allen nació el 9 de diciembre de 1991, en Germantown, un barrio de Philadelphia. El padre de Allen fue asesinado cuando él tenía tres años, así que fue educado principalmente por su madre. En sus años de adolescencia vivió en Northeast. Creció escuchando al rapero 2Pac y al grupo de R&B, Jodeci. A la edad de trece años, Allen fue enviado a un centro de menores por cometer robos y participar en peleas en la escuela. Cuando cumplió 19 años fue condenado a 33 meses de prisión por posesión de drogas y otros crímenes. Nunca terminó la escuela.

## Vida personal
PnB Rock tenía dos hijas, nacidas en 2013 y 2020.

## Asesinato
El 12 de septiembre de 2022, Allen recibió un disparo en un intento de robo mientras comía junto a su pareja en una sede del restaurante Roscoe's House of Chicken 'N Waffles, ubicada en California, del que anteriormente había publicado una foto con la ubicación en una publicación de Instagram. Allen fue llevado a un hospital y declarado muerto a la 1:59 p. m..

## Discografía

### Álbumes de estudio
| Título                 | Detalles del álbum                                                                         | Posiciones en lista | Posiciones en lista | Posiciones en lista | Posiciones en lista | Posiciones en lista |
| Título                 | Detalles del álbum                                                                         | US                  | US R&B/ HH          | US Rap              | CAN                 | NLD                 |
| ---------------------- | ------------------------------------------------------------------------------------------ | ------------------- | ------------------- | ------------------- | ------------------- | ------------------- |
| Catch These Vibes      | - Publicación: 17 de noviembre de 2017 - Discografía: Atlantic - Formato: Descarga digital | 17                  | 7                   | 6                   | 66                  | —                   |
| TrapStar Turnt PopStar | - Publicación: 3 de mayo de 2019 - Discografía: Atlantic - Formato: Descarga digital       | 4                   | 2                   | 1                   | 14                  | 73                  |

### Mixtapes
| Título                              | Detalles del mixtape                                                                                   | Posiciones en lista | Posiciones en lista | Posiciones en lista | Certificaciones |
| Título                              | Detalles del mixtape                                                                                   | US                  | US R&B/ HH          | US Rap              | Certificaciones |
| ----------------------------------- | --- | ------------------- | ------------------- | ------------------- | --------------- |
| Real N*gga Bangaz                   | - Publicación:24 de junio de 2014 - Discografía: Producido por el mismo - Formato: Descarga digital    | —                   | —                   | —                   |                 |
| RnB 2                               | - Publicación: 10 de febrero de 2015 - Discografía: Producido por el mismo - Formato: Descarga digital | —                   | —                   | —                   |                 |
| RnB 3                               | - Publicación: 30 de octubre de 2015 - Discografía: Atlantic, Empire - Formato: Descarga digital       | —                   | —                   | —                   |                 |
| Money, Hoes & Flows (con Fetty Wap) | - Publicación: 12 de julio de 2016 - Discografía: Producido por el mismo - Formato: Descarga digital   | —                   | —                   | —                   |                 |
| GTTM: Goin Thru the Motions         | - Publicación: 13 de enero de 2017 - Discografía: Atlantic, Empire - Formato: CD, descarga digital     | 28                  | 10                  | 7                   | - RIAA: Oro     |

### EPs
| Título                  | Detalles del EP                                                                                       |
| ----------------------- | --- |
| 2 Get You Thru the Rain | - Publicación: 10 de diciembre de 2021 - Discografía: Atlantic - Formato: Descarga digital, streaming |